# Сельскохозяйственная техника
Сельскохозяйственная техника — широкий спектр технических средств, предназначенных для повышения производительности труда в сельском хозяйстве путём механизации и автоматизации отдельных операций или технологических процессов.
В сельском хозяйстве техника обычно используется на сельскохозяйственных объектах и предприятиях. Для постоянного использования сельскохозяйственной техники для сельскохозяйственных потребностей создаются сельскохозяйственные базы, отвечающие за базирование, использование и ремонт сельскохозяйственной техники, а также за содержание домашних животных, заготовку кормов и рыночную продажу на других более мелких сельскохозяйственных объектах. Наиболее продвинутыми в этом плане являются Базы ТОЗ, основной целью которых является базирование и использование сельскохозяйственной техники и продвинутая обработка сельскохозяйственных угодий. Управление Базами ТОЗ происходит благодаря Товариществам по совместной обработке земли, которые также являются и собственниками других сельскохозяйственных баз. Чаще всего сельскохозяйственные базы именуются по названию населённого пункта, рядом с которым они располагаются, или по расположению от какого-то ли выделяющегося географического объекта.

## Основные типы сельскохозяйственной техники для земледелия

### Техника для предпосевной обработки почвы
- Машинно-тракторные агрегаты:
  - Плуг

- - Борона

- - Лущильник
  - Каток
  - Глубокорыхлитель

### Посевная и посадочная техника
- Машинно-тракторные агрегаты:
  - Сеялка общего назначения
  - Сеялка точного высева
  - Рассадопосадочная машина
  - Картофелепосадочная машина

### Техника для ухода за посевами
- Машинно-тракторные агрегаты:
  - Культиватор

- - Окучник

- - Пропольщик
  - Прореживатель посевов
  - Машины для подрезки кустов
  - Опрыскиватель

- Авиационная техника:
  - Опрыскиватель

### Техника для полива и орошения
- Машинно-тракторные агрегаты:
  - Дальнеструйная дождевальная машина (ДДМ)
  - Двухконсольная дождевальная машина
- Поливальные машины на автомобильном шасси
- Многоопорные передвижные поливальные машины
- Стационарные поливальные машины

### Техника для внесения удобрений
- Разбрасыватели твердых минеральных удобрений (ТМУ)
- Распределители жидких минеральных удобрений (ЖМУ)
- Разбрасыватели твердых органических удобрений (ТОУ)
- Машины для внесения жидких органических удобрений (ЖОУ)
  - внутрипочвенное внесение
  - поверхностное внесение
- Машины для внесения полужидкого навоза
- Машины для внесения химмелиоратнов

### Уборочная техника
- Машинно-тракторные агрегаты:
  - Косилка
  - Жатка
- Комбайны:
  - Зерноуборочный
  - Кормоуборочный
  - Кукурузоуборочный
  - Картофелеуборочный
  - Для уборки корнеплодов
  - Для уборки лука
  - Для уборки капусты

### Техника для послеуборочной обработки
- Зерноочистительная машина
- Зернометатели и зернопогрузчики

### Специальная техника для возделывания определённых культур
- Техника для возделывания сахарной свёклы:
  - Свекловичная сеялка
  - Свекловичный культиватор
  - Ботвоуборочная машина
  - Свеклоуборочный комбайн
  - Свеклопогрузчик
- Техника для возделывания льна:
  - Жатка
  - Сноповязатель
  - Подборщик тресты
  - Льномолотилка — веялка
  - Оборачиватель лент льна

- Техника для возделывания хлопчатника:
  - Хлопководческий трактор
  - Хлоководческий культиватор
  - Хлопкоуборочная машина
  - Подборщик хлопка
  - Куракоуборочная машина
- Техника для возделывания винограда и хмеля
  - Виноградниковый трактор
  - Виноградниковый плуг
- Техника для возделывания чая:
  - Чаеводческое самоходное шасси:
  - Чаеподрезочная машина
  - Чаесборочная машина
- Техника для содержания леса
  - Лесохозяйственный трактор
  - Нарезатель борозд
  - Лесопосадочная машина
  - Машина утилизатор древесного мусора

## Основные типы сельскохозяйственной техники для животноводства

### Кормозаготовительная техника
- Машинно-тракторные агрегаты:
  - Косилка
  - Грабли
  - Пресс-подборщик
  - Волокуша
  - Стогометатель
  - Погрузчик-копновоз
- Комбайны:
  - Кормоуборочный комбайн[2]

### Техника для переработки кормов
- Машинно-тракторные агрегаты:
  - Соломосилосорезка
  - Дробилка кормов
  - Корнерезка
  - Фуражир
  - Скирдорез
- Стационарные машины
  - Запарник кормов
  - Измельчитель кормов
- Комплектный кормоцех

### Техника для ухода за животными
- Машинно-тракторные агрегаты:
  - Кормораздатчик
  - Передвижная поилка
- Стационарные машины:
  - Помётоудалитель
  - Доильная машина
- Ручные машины
  - Стригальный аппарат
  - Очиститель копыт

## Основные типы техники для мелиоративных работ
- Машины для сооружения и содержания ирригационных каналов:
  - Каналокопатель
  - Каналоочиститель
- Машины для сооружения и содержания дренажных систем
  - Дреноукладчик
  - Промывщик дренажных труб

## Вспомогательная техника
- Техника для водоснабжения:

## Производители сельхозтехники
Крупнейшие компании-производители сельхозтехники в мире (на 2009 год):
- Deere & Company (заводы компании расположены в основном в США, а также Германии, Индии, Канаде, России[4] и др.) — 9,1 млрд евро товарооборот.
- CNH Industrial (заводы компании расположены в 7 странах Европы, Азии, Африке, Океании и Латинской Америки[5], а также России[6]) — 7,3 млрд евро товарооборот.
- AGCO (заводы компании расположены в Турции, Бразилии, Франции[7], Финляндии[8] и России[9][7]) — 5 млрд евро товарооборот.
- CLAAS KGaA GmbH (заводы компании расположены в Европе, Азии[10] и Америке и России[11]) — 2,5 млрд евро товарооборот.
- Same-Deutz-Fahr (заводы компании находятся в Европе, Азии, Китае и России[12]) — 1,1 млрд евро товарооборот.
- Kuhn (заводы компании находятся в Европе, Северной и Южной Америке[3], а также России[13]) — 576 млн евро товарооборот.
- Kverneland (заводы компании находятся в Норвегии, Дании, Германии, Франции, Нидерландах, Италии, Китае[14] и России[15]) — 504 млн евро товарооборот.
- Krone (заводы компании находятся в Германии и Турции) — 305 млн евро товарооборот.
- Amazone (заводы компании находятся в Германии, Франции, Венгрии[16] и России[17]) — 290 млн евро товарооборот.
- Pottinger (заводы компании находятся в Австрии, Германии и Чехии[18]) — 199 млн евро товарооборот.

### В России
Производство российской сельхозтехники за девять месяцев 2021 года выросло на 49 % и достигло 163 млрд руб.
На внутреннем рынке РФ рост составил 43 %, а объём — 141 млрд руб. Рост производства плугов — на 51 %, борон — на 40 %, опрыскивателей — на 36 %, сельскохозяйственных тракторов — на 34 %, зерноуборочных комбайнов — на 26 %, сеялок — на 17 %.

Экспорт вырос на 50 % и составил 16,3 млрд руб. аграриям из 34 стран; основные импортеры страны СНГ и Евросоюза, также растут поставки в Монголию, осваивают рынки стран Скандинавии, Африки, Ближнего Востока, Бразилии.

### В Белоруссии
Металлист (завод, Борисов)